# OnePlus One
OnePlus One — смартфон китайской компании OnePlus, которая позиционирует его как «Убийца флагманов». Был представлен 23 апреля 2014 года.
Смартфон впервые стал доступен для покупки 25 апреля 2014 года исключительно по специальным инвайтам (приглашениям) на сайте OnePlus. Приглашения можно было получить, участвуя в различных конкурсах. Начиная с 20 апреля 2015 устройства продаются без инвайтов. Китайская версия изначально была в свободной продаже на территории Китая.

## Спецификации

#### Аппаратное обеспечение
Внутри аппарата установлен четырехъядерный процессор Qualcomm Snapdragon 801 c тактовой частотой 2,5 ГГц, 3 ГБ оперативной памяти, а также 5,5-дюймовый IPS-дисплей с разрешением 1920x1080 точек производства компании Japan Display. Для хранения данных имеется 16 или 64 Гб встроенной памяти без возможности расширения. На задней панели находится 13-Мп камера от Sony с сенсором Exmor IMX214, помимо этого, имеется фронтальная камера с разрешением 5 Мп.
Задняя крышка смартфона имеет белую или черную окраску, производитель также предлагает специальные крышки из джинсовой ткани, кевлара или бамбука (их изготовление было отменено из-за проблем с качеством).

#### Программное обеспечение
За пределы Китая устройство поставлялось с установленной CyanogenMod 11S на основе Android 4.4.4, в то время как китайская версия базировалась на Color OS на основе Android 4.3. Помимо дополнительных функций, добавляемых прошивкой CyanogenMod, специальная версия 11S также включала в себя различные жесты, которые распознавались устройством даже в режиме ожидания.
4 апреля 2015 OnePlus представили прошивку OxygenOS и HydrogenOS на базе Android Lollipop, для установки за пределами и в Китае соответственно. Обновление CyanogenMod 12S, основанное на Android 5.0.2 Lollipop стало доступно 14 апреля 2015 для всех устройств, находящихся за пределами Китая.

#### Альтернативное программное обеспечение
В данный момент идет активное развитие операционной системы Ubuntu Touch, и OnePlus One стал одним из первых официально поддерживаемых устройств